# Plumularia leloupi
Plumularia leloupi is een hydroïdpoliep uit de familie Plumulariidae. De poliep komt uit het geslacht Plumularia. Plumularia leloupi werd in 1971 voor het eerst wetenschappelijk beschreven door Blanco & Bellusci. 